# Hakim Guenouche
Hakim Guenouche (Nancy, 30 maggio 2000) è un calciatore francese, difensore dell'Austria Vienna.

## Carriera

### Club
Cresciuto nel settore giovanile del Nancy, nel 2018 viene acquistato dallo Zurigo; ha esordito con gli svizzeri il 31 ottobre, in occasione dell'incontro di Coppa Svizzera vinto per 3-2 contro i concittadini del Red Star Zurigo. Il 9 dicembre ha esordito anche in Super League, disputando l'incontro perso per 2-0 contro il Basilea. Tre giorni dopo, invece, ha fatto il suo esordio in una competizione europea, nell'incontro pareggiato per 1-1 contro il Ludogorec, valido per la fase a gironi di Europa League. Tuttavia, viene impiegato principalmente con la squadra riserve, totalizzando 16 presenze e una rete.
Nel 2019 viene ceduto all'Uerdingen 05, club della terza divisione tedesca, dove gioca 10 incontri tra campionato e coppa. Dopo essere rimasto svincolato per un anno, viene ingaggiato dall'Austria Lustenau, militante nella seconda divisione austriaca, contribuendo alla promozione della squadra in Bundesliga.

### Nazionale
Ha giocato nelle nazionali giovanili francesi Under-16 ed Under-17.

## Statistiche

### Presenze e reti nei club
Statistiche aggiornate al 1º aprile 2023.
| Stagione                | Squadra                 | Campionato              | Campionato | Campionato | Coppe nazionali | Coppe nazionali | Coppe nazionali | Coppe continentali | Coppe continentali | Coppe continentali | Altre coppe | Altre coppe | Altre coppe | Totale | Totale |
| Stagione                | Squadra                 | Comp                    | Pres       | Reti       | Comp            | Pres            | Reti            | Comp               | Pres               | Reti               | Comp        | Pres        | Reti        | Pres   | Reti   |
| ----------------------- | ----------------------- | ----------------------- | ---------- | ---------- | --------------- | --------------- | --------------- | ------------------ | ------------------ | ------------------ | ----------- | ----------- | ----------- | ------ | ------ |
| 2016-2017               | Nancy 2                 | N3                      | 2          | 0          |                 | -               | -               |                    | -                  | -                  |             | -           | -           | 2      | 0      |
| 2018-2019               | Zurigo II               | 1Lp                     | 16         | 1          |                 | -               | -               |                    | -                  | -                  |             | -           | -           | 16     | 1      |
| 2018-2019               | Zurigo                  | ASL                     | 2          | 0          | CS              | 1               | 0               | UEL                | 1                  | 0                  |             | -           | -           | 4      | 0      |
| 2019-2020               | Uerdingen 05            | 3L                      | 9          | 0          | CG              | 1               | 0               |                    | -                  | -                  |             | -           | -           | 10     | 0      |
| 2021-2022               | Austria Lustenau II     | RL                      | 3          | 0          |                 | -               | -               |                    | -                  | -                  |             | -           | -           | 3      | 0      |
| 2021-2022               | Austria Lustenau        | 1L                      | 27         | 1          | CA              | 0               | 0               |                    | -                  | -                  |             | -           | -           | 27     | 1      |
| 2022-2023               | Austria Lustenau        | BL                      | 23         | 1          | CA              | 2               | 0               |                    | -                  | -                  |             | -           | -           | 25     | 1      |
| Totale Austria Lustenau | Totale Austria Lustenau | Totale Austria Lustenau | 50         | 2          |                 | 2               | 0               |                    | -                  | -                  |             | -           | -           | 52     | 2      |
| Totale carriera         | Totale carriera         | Totale carriera         | 82         | 3          |                 | 4               | 0               |                    | 1                  | 0                  |             | -           | -           | 87     | 3      |

## Palmarès

### Club

#### Competizioni nazionali
- 2. Liga: 1

Austria Lustenau: 2021-2022